# Круглый курган

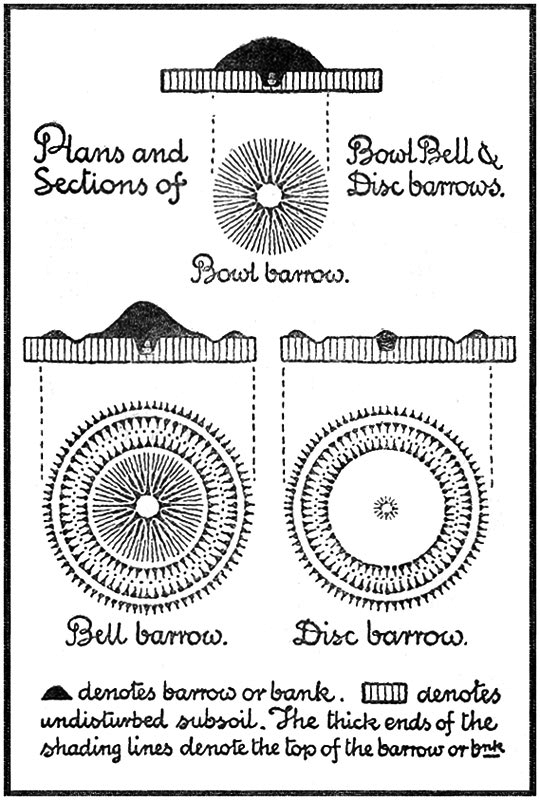
Схематические планы и виды в разрезе различных типов круглых курганов

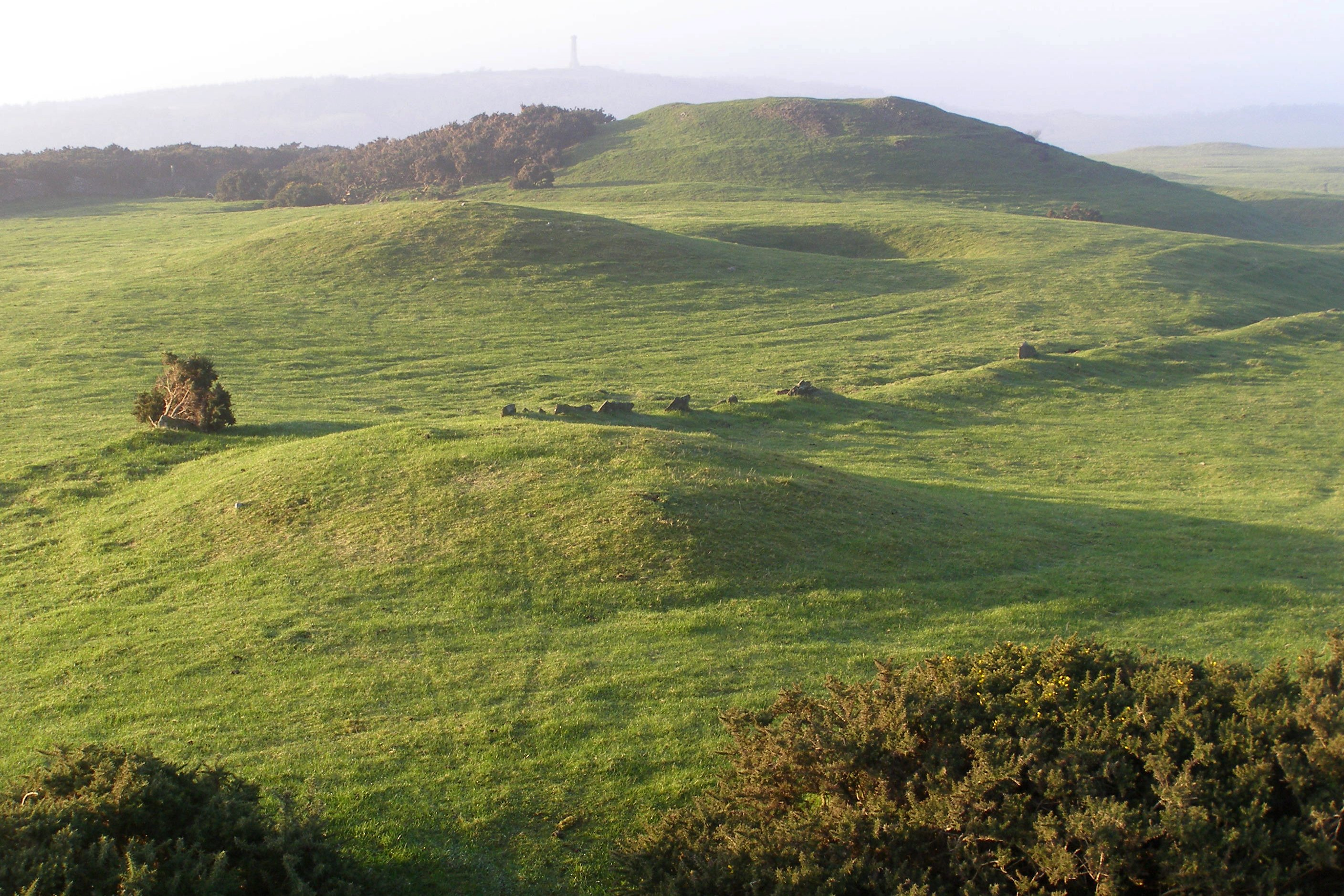
Круглые курганы на меловом утёсе в Бронкам-Хилл (Bronkam Hill), графство Дорсет, Великобритания. Вдоль Дорсетского гребня (Dorset Ridgeway) расположены многочисленные круглые курганы, в том числе хорошо сохранившиеся примеры различных подтипов.

Круглый курган — один из наиболее распространённых типов археологических памятников. Большинство круглых курганов обнаружено в Европе, однако они встречаются и в других частях света из-за простоты своего сооружения и универсального назначения.
Наиболее простая конструкция круглого кургана представляет собой полусферический насыпной холм из земли и камня с погребением в центральной части. Наряду с такой конструкцией, существуют и многочисленные варианты — с окружающими земляными рвами, каменными бордюрами или плоскими горизонтальными площадками между рвом и курганом. Методы сооружения тоже различны: от однородного насыпного кургана до сложных, многослойных сооружений из камня, грунта и торфа с деревянными сваями.
Центральное погребение может размещаться в каменной камере, в цисте или в вырубленной в камне могиле. В курганах встречаются как трупоположения, так и останки кремации в сосудах.
Вокруг многих круглых курганов расположены погребения-спутники. Иногда новых покойных подзахоранивали в том же кургане, иногда - много сот лет спустя, представителями совершенно иных археологических культур.
На Британских островах круглые курганы обычно относятся к эпохе бронзового века, хотя известны и отдельные неолитические курганы. Позднее круглые курганы использовали также римляне, викинги и англосаксы.
Примерами круглых курганов являются Риллатон (en:Rillaton barrow) и Раунд-Лоуф.
В тех случаях, когда курганы одной эпохи расположены группами, такие группы называют «курганными кладбищами».
Существуют разновидности круглых курганов:
- колоколовидный курган,
- чашевидный курган,
- курган-блюдце
- дисковый курган.